# Camillo Ugoni
Camillo Ugoni est né à Brescia le 8 aout 1784, et mort à Pontevico le 12 février 1855 était un patriote et écrivain italien

## Biographie
Camillo Ugoni, né de Marcantonio Ugoni et de Caterina Maggi, a d'abord étudié à Brescia à l'école des Somaschi, puis au collège jésuite de Parme.
De retour à Brescia en 1806, il rencontra Ugo Foscolo, avec qui il noua une relation d'amitié de longue date et l'écrivain classique Girolamo Federico Borgno, qui le poussa à traduire en italien les Commentaires de Jules César. Ugoni se rendit expressément à Paris pour présenter sa traduction à Napoléon Ier, à l'occasion de la naissance du roi de Rome, et obtint le titre de baron.
Il poursuivit les travaux de Giovan Battista Corniani portant sur les biographies d'écrivains italiens dans la De la littérature italienne dans la seconde moitié du XVIIIe siècle publié en 1820 .
Par la suite, du fait de ses idées libérales, il participa aux émeutes de 1821 et, avec Giovita Scalvini et Giovanni Arrivabene, il fut obligé de fuir en Suisse, puis en Angleterre et finalement en France. Il devient alors collaborateur de la Biographie universelle et du journal Le Globe. En 1824, il traduisit en italien les Essais sur Pétrarque que son ami Foscolo avait publiés à Londres l'année précédente. En 1838, grâce à une amnistie, il put retourner à Brescia, où il reprit l'étude des biographies d'écrivains du passé, en rédigeant   la deuxième partie de la Littérature italienne de la seconde moitié du XVIIIe siècle, publiée à titre posthume en 1856 par son frère Filippo.

## Œuvres
- De la littérature italienne dans la deuxième moitié du XVIIIe siècle, 3 vol., Brescia, par Nicolò Bettoni, 1820-1822.
- De la littérature italienne dans la seconde moitié du XVIIIe siècle. Œuvre posthume , 4 vols., Milan, Typographie de Giuseppe Bernardoni, 1856-57.